# Battles
Battles je dvanácté studiové album švédské metalové hudební skupiny In Flames. Vyšlo 11. listopadu 2016 u vydavatelství Nuclear Blast. Skupina ho nahrála a smíchala v americkém studiu West Valley Studios za přítomnosti producenta Howarda Bensona.

## O albu
Kapela album nahrávala v kalifornském studiu West Valley Studios, díky čemuž se zpěvák Anders Fridén podle vlastních slov cítil v mnohem větší pohodě, než při nahrávání předchozí desky Siren Charms. Ta se nahrávala v Berlíně. Skupina také poprvé ve své historii nahrála ke každé písničce plnohodnotné demo, což byl nápad producenta Howarda Bensona.
K albu vydali In Flames dva singly, písně „The End“ a „The Truth“. Obal alba znázorňuje lebku a ruce, které se ji snaží rozdělit na dvě části. Autorem tohoto přebalu je Blake Armstrong.

## Seznam skladeb
Všechny skladby napsal(i) Anders Fridén a Björn Gelotte. 
| Pořadí         | Název              | Délka |
| -------------- | ------------------ | ----- |
| 1.             | Drained            | 4:06  |
| 2.             | The End            | 3:58  |
| 3.             | Like Sand          | 3:43  |
| 4.             | The Truth          | 3:04  |
| 5.             | In My Room         | 3:25  |
| 6.             | Before I Fall      | 3:27  |
| 7.             | Through My Eyes    | 3:50  |
| 8.             | Battles            | 2:58  |
| 9.             | Here Until Forever | 4:19  |
| 10.            | Underneath My Skin | 3:30  |
| 11.            | Wallflower         | 7:06  |
| 12.            | Save Me            | 4:12  |
| Celková délka: | Celková délka:     | 47:38 |

## Sestava
- Anders Fridén – zpěv
- Björn Gelotte – kytara
- Peter Iwers – basa
- Niclas Engelin – kytara
- Joe Rickard – bicí